# Nyakim Gatwech
Nyakim Gatwech, née le 27 janvier 1993 à Gambela  en Éthiopie, est une mannequin sud-soudanaise qui s'est fait remarquer par la couleur de sa peau, d'un noir profond, qui lui vaut le surnom The queen of the dark (en français : reine du sombre ou reine des ténèbres).

## Biographie
Nyakim Gatwech est d'origine sud-soudanaise, par ses parents qui viennent du village de Mawut au Soudan du Sud. Alors que son pays est en proie à une guerre civile, sa famille se réfugie en Éthiopie, puis au Kenya où elle vit dans des camps, avant de s'exiler aux États-Unis. Elle est alors âgée de 14 ans.
En 2017, elle vit à Minneapolis aux États-Unis, où elle étudie au Minneapolis Community College. Une participation à un défilé de mode local lui a fait s’intéresser à cette activité. Devenue mannequin, sa peau d'un noir profond lui a valu un surnom, The queen of the dark, et, quelquefois, des quolibets et des remarques racistes dans les pays occidentaux, y compris dans la profession de mannequinat. Fière de ses origines, ces réactions ont renforcé sa détermination. Elle prévoit de poursuivre sa carrière de mannequin et de devenir enseignante d'école élémentaire.